# Birnhorn
Le Birnhorn est un sommet des Alpes, à 2 634 m, point culminant du Leoganger Steinberge, en Autriche (land de Salzbourg).

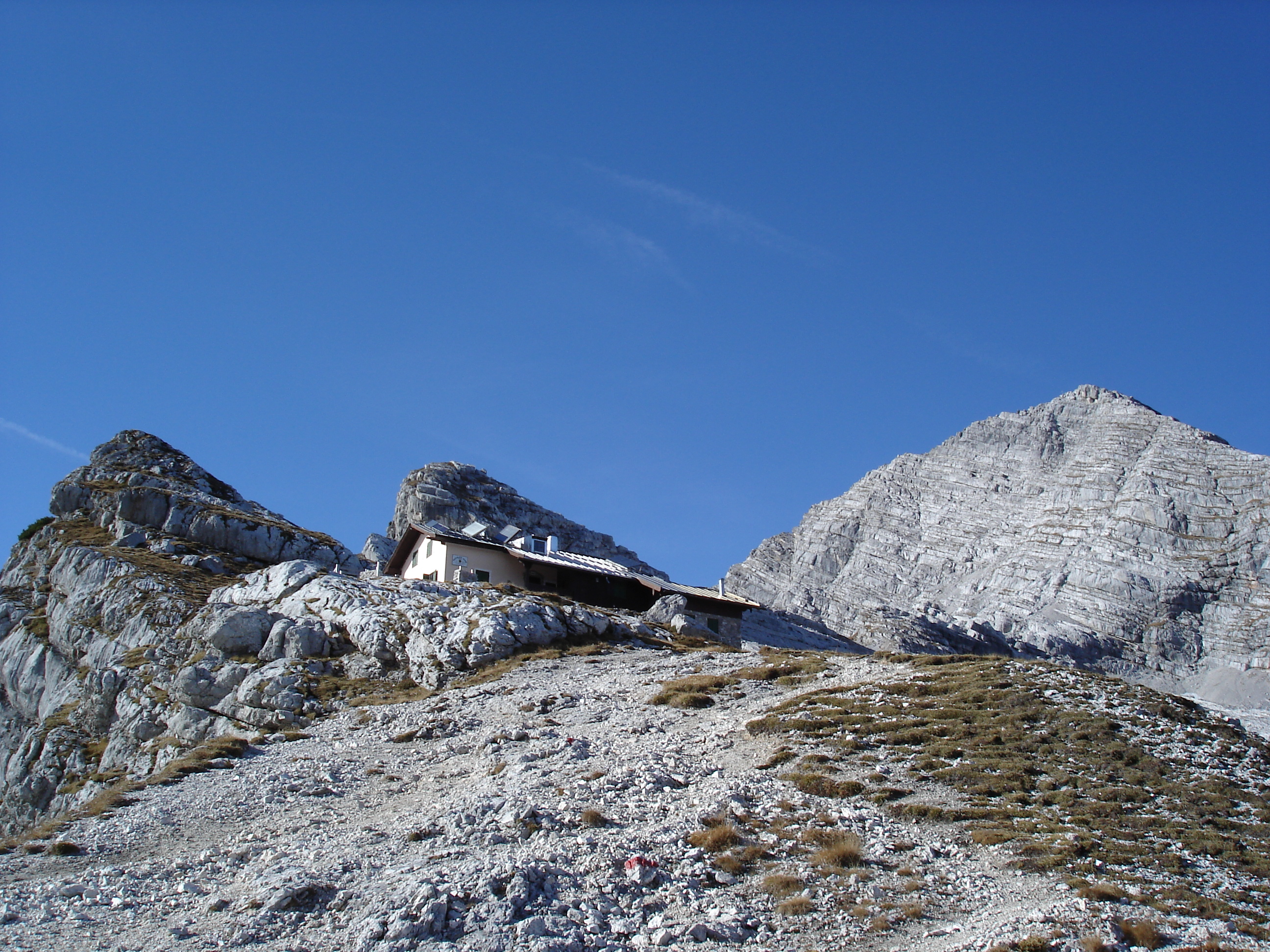
Le refuge de Passau et le Birnhorn.